# مضلع بسيط

مضلع بسيط مقعر

مضلع غير بسيط

في الهندسة الرياضية، المضلع البسيط هو مضلع غير متقاطع مع نفسه. أي لا يقطع أي ضلع من أضلاعه أي ضلع آخر. يُعدّ المضلع البسيط عكس المضلع المركب الذي يتقاطع فيه أحد أضلاعه مع الآخر.
قد يكون المضلع البسيط مقعرا وقد يكون محدبا.